# 耶稣圣心教堂 (大连)
大连耶稣圣心教堂，又名大连天主教堂、西安街天主教堂，是中国大连市唯一的一座天主教教堂，位于大连市西岗区西安街31号。
教堂始建于1926年，由美国玛利诺外方传教会组建。教堂院落由圣堂、东楼和西楼三部分组成，其中圣堂为哥特饰趣的欧式建筑。1927年院内西楼首先建成，1928年圣堂建成，1929年教堂整体工程全面竣工。该教堂占地面积2432平方米，圣堂建筑面积315平方米，西楼建筑面积356平方米，东楼建筑面积352平方米， 1988年又在东楼北端建成840平方米的综合楼，组成完整院落。
文革期间，教堂曾遭到严重破坏，一切宗教活动停止；十一届三中全会后， 1980年12月教会恢复正常宗教活动；1991年，教堂钟楼加高并贴上红砖；1994年由大连市政府民委批准为宗教活动场所，2002年由大连市政府公布为第一批重点保护建筑物，2003年由大连市政府公布为第五批文物保护单位。

## 简史
- 1923年，大连还是日本租借地时，教会活动主要是由在南满洲铁道株式会社工作的天主教信徒发起的，在信徒冈大路等人的努力下，筹集2万元，于1926年建立了玛利诺外方传教会（本部坐落于美国纽约州，在东京设有分部）的大连皇星圣母天主堂（英文：Stella Maris Catholic Church in Dalian）。
- 1931年起中国人向郊外的沙河口区刘家屯天主教教会迁移，那时的圣母海星教会的信徒人数已经达到了1200人。
- 随着1945年日本战败，日本人撤离大连，这个教堂成了中国人的教堂。此后随着文化大革命的到来，1969年起丁汝南神父一直在沈阳附近的乡村从事农业耕作。
- 1980年丁汝南神父返回大连，教堂改名为圣心堂重新开放。80年代每年洗礼人数为2～3人。1989年由郭景成神父接任，1994年开始由彼得张永哲神父接任。
- 从1994年开始举行面向外国人的弥撒（韩语），由崔在哲神父负责[1]。
- 大连市天主教爱国会以前也是神父馆。书店设在入口右面的小房间里，星期六晚上和星期日开放。
- 2002年，被指定为大连市保护建筑（第一批）。

## 教堂现状
- 地址：

邮政编码116011
大连市西岗区西安街31号
电话：0411-83631187（爱国会）
网站：www.dlcatholic.org.cn
- 教会大体上保持了1926年建立时的原貌。大连市的6个区内除了该天主教堂外还有6个新教教堂。
- 早上的弥撒从6:30开始（星期一到星期五）；中文弥撒在星期六17:30和星期日9:00和17:00进行；韩语弥撒在星期日11:00进行（面向外国人）。
- 弥撒在圣诞节、圣灰星期三、基督受难日、复活节、升天日、圣灵降临节等重要的节日也进行。